# Jakob Michael Reinhold Lenz
Jakob Michael Reinhold Lenz (født 23. januar 1751 i Sesswegen i Hertugdømmet Livland, død 4. juni 1792 i Moskva i Russiske Kejserrige) var en tyskbaltisk forfatter.
Lenz studerede teologi i Königsberg og udgav her et stort digt på heksametre Die Landplagen. Derefter blev han hovmester for to unge kurlandske adelsmænd i 1771 og rejste med dem til Strasbourg, hvor han gjorde bekendtskab med Goethe og med Friederike Brion, som han blev heftig forelsket i, uden dog at finde sine følelser gengældte. I Strasbourg oversatte han Shakespeares Loves labour lost og viste sig ved sin kraftgeniale udtryksmåde som et ægte barn af "Sturm und Drang"-perioden. Hans komedier Der Hofmeister (1774), Der neue Menoza (1774) og Die Soldaten (1776) danner en underlig blanding af virkelighedsindtryk og forskruet karakterskildring og ubehersket sprog. Han bearbejdede også nogle af Plautus' komedier for den tyske scene. I 1776 rejste han til Weimar og opsøgte Goethe, som anstrengte sig for at hjælpe ham. Men da hele hans væsen var uroligt og ustyrligt, blev det vanskeligt for Goethe at omgås ham. Da han skrev et smædedigt imod Goethe, fru von Stein og selve hertuginde Anna Amalia, måtte han fjernes. Lenz rejste nu til Schweiz, hvor Johann Caspar Lavater tog sig kærligt af ham, men han viste allerede her spor til sindssyge. Da han i 1778 opholdt sig hos Goethes svoger Schlosser i Emmendingen, brød vanviddet ud i lys lue. Han måtte anbringes hos en skomagermester, hvor han af en af svendene lod sig undervise i professionen. I 1779 måtte han sendes til sin hjemstavn Livland og levede i Sankt Petersborg i uhelbredeligt vanvid, dog af og til afbrudt af lyse øjeblikke, til sidst i og ved Moskva, hvor han døde i den yderste elendighed. Efter hans død udkom flere af hans dramatiske digte: Dramatischer Nachlass, udgivet af Karl Weinhold i 1884. Han skrev også en roman Der Waldbruder (pendant til "Werther", i Die Horen, 1797, ny udgave i 1882), Gesammelte Schriften, tre bind, udgivet af Tieck i 1828; et udvalg i Kürschners Nationallitteratur (80. bind), en ny kritisk udgave ved Franz Blei, fire bind i 1910.